# Полякова, Алла Викторовна
Алла Викторовна Полякова (род. 26 ноября 1970, Рязань, РСФСР, СССР) — российский политический деятель, депутат Государственной думы VIII созыва от партии «Единая Россия» с 2021 года. 

## Биография
Алла Полякова родилась в 1970 году в Рязани Её брат — Михаил Бабич, депутат Государственной думы IV и V созывов. В 1995 году Полякова окончила Российскую экономическую академию имени Г. В. Плеханова по специальности «Технолог продукции общественного питания». Со второй половины 1990-х годов руководила рядом коммерческих предприятий (торговый дом «Марш», ЗАО «Корпорация „Антей“», ООО «Солжерс», позже переименованное в ООО "Группа компаний «Антей»). В 2004 году стала кандидатом технических наук. В 2005—2007 годах была помощником депутата Госдумы, в 2011—2021 — депутатом Московской областной думы. В 2021 году избрана в Госдуму.
Полякова награждена медалью ордена «За заслуги перед Отечеством II степени». Из-за вторжения России на Украину находится под международными санкциями Евросоюза, США, Великобритании и ряда других стран.
Полякова замужем, имеет двух детей.